# Siddharta
Siddharta je slovenska rock skupina, ki je nastala leta 1995 in ima po dvajsetih letih glasbenega ustvarjanja položaj ene izmed bolj priljubljenih glasbenih skupin v Sloveniji. Poimenovala se je po znanem romanu nemškega pisatelja Hermana Hesseja z istim naslovom.
Siddharta, danes eno izmed večjih imen na slovenski glasbeni sceni, je nastala leta 1995 v postavi Tomi M. (vokal, kitara), Primož B. (kitara, spremljevalni vokal), Primož M. (bas) in Boštjan M. (bobni). Za ime so si nadeli naslov romana nemškega pisatelja Hermanna Hesseja. Kmalu so začeli ustvarjati svojo glasbo, svoj zvok. Želeli so si drugačnosti, zato so zvok obogatili s saksofonom in klaviaturami. Skupini sta se pridružila saksofonist Cene R. in kasneje še klaviaturist Tomaž O. R.

## Zgodovina skupine in diskografija

### Začetki (1995-1998)
Skupina Siddharta je nastala leta 1995 in se poimenovala po romanu Hermanna Hesseja Siddharta. Sprva je bila skupina štiričlanska, sestavljali pa so jo: Tomi Meglič (kitara,vokal), Primož Benko (kitara, spremljevalni vokal), Primož Majerič (bas) in Boštjan Meglič (bobni). Kmalu po ustanovitvi je zasedba začela z ustvarjanjem lastne glasbe.
Siddharta je pred občinstvom prvič zaigrala 17. marca 1995. Svoj začetniški rokenrol je predstavila v prostoru za vaje na Gimnaziji Šentvid, kamor je prišlo približno petdeset poslušalcev. Konec leta 1996 so nastali prvi demo posnetki, posnetih je bilo štirinajst avtorskih skladb. V tistem času je skupina dala nekaj manjših intervjujev, uspeha leta pa sta bila, da so posnetke zavrteli v znanem klubu K4 in nastop v oddaji Pomp na TV Sloveniji s skladbo Lunanai. Približno takrat se je zasedbi pridružil še saksofonist Cene Resnik.

### Id(1998-2000)
Leta 1998 je Siddharta začela s snemanjem svojega prvega albuma v Studiu Tivoli. V sodelovanju z Dejanom Radičevičem in Andersom Kallmarkom, ki je med drugim sodeloval tudi z angleško skupino Massive Attack, so med aprilom 1998 in februarjem 1999 posneli prvenec z naslovom Id, ki so ga do danes prodali v trinajst tisoč izvodih (platinasta naklada). Na snemanju je bil navzoč še klaviaturist Tomaž Okroglič-Rous, ki je pozneje postal član zasedbe. Album je skupina promovirala maja leta 1999 v klubu Hound Dog, doživel pa je dober odziv medijev. Poleg samostojnih koncertov v klubskih okvirih so nastopili še na Rock Otočcu kot predskupina bolj znanih Liquida in Dog Eat Dog ter v ljubljanskih Križankah, kjer so bili predskupina finske zasedbe Leningrad Cowboys.
Septembra 1999 je Siddharta od založbe McMillan prestopila h glasbeni založbi Multimedia Records, ki je licenčni zastopnik mnogo večjega producentskega podjetja Universal Music Group. Hkrati je prišlo tudi do zamenjave menedžmenta, ki ga zdaj vodi Iztok Kurnik, za odnose z mediji pa skrbi Blaž Gregorin.
Plošča ID je pri novi založbi znova izšla konec oktobra 1999, skupina pa ji je dodala še svojo prvo avtorsko skladbo Stipe. Sledil je videospot za pesem Pot v X, s katerim je Siddharta svoje ime predstavila širši javnosti.
Z izidom prve plošče je skupina še istega leta začela vseslovensko turnejo in do konca leta imela petdeset odrskih nastopov v živo. Z odigranimi se ji je povečala medijska prepoznavnost, saj so v zvezi s ploščo ID dali več kot sto petdeset intervjujev.
Nato je zasedba posnela nov videospot za skladbo Lunanai, ki je bil dokončan konec aprila 2000. Tako je izdala svoj prvi "maxi single" s posnetki v živo in naslovno skladbo Lunanai, pri kateri so k sodelovanju povabili pevca Vlada Kreslina. Siddharta je v tem obdobju nastopala na vseh glasbenih prireditvah, na katerih podeljujejo nagrade za medijske in glasbene dosežke, od leta 2000 naprej pa so jih začeli prejemati tudi sami.

### Nord(2000-2001)
Kmalu po samostojnem nastopu na Rock Otočcu se je zasedba umaknila iz javnosti in se konec leta 2000 posvetila snemanju novega studijskega albuma. Po šestih mesecih medijskega premora je Siddharta maja 2001 izdala drugi album z naslovom Nord, ki so ga prodali v nakladi trideset tisoč izvodov. Producenta sta bila Peter Penko (Laibach, Silence) in Žarko Pak (Big Foot Mama, Radyoyo). Pri snemanju plošče so sodelovalni tudi številni gostje, med drugim basist Jani Hace in znani slovenski alpinist Tomaž Humar. Še istega leta je Siddharta posnela svoj tretji videospot za pesem B Mashina, ki se je na lestvicah obdržala več kot deset tednov.
Spomladi leta 2001 se je začela nova koncertna turneja. Dvorane so bile vseskozi razprodane, odigranih je bilo osemdeset koncertov. Malce pozneje, septembra 2001, je zasedba posnela spot za pesem Samo Edini. To je postal njihov četrti videospot in je bil, prav tako kot B Mashina, posnet tudi v angleščini. Prodaja albuma Nord se je po izidu spota dvignila kar za osemdeset odstotkov.
Novembra 2001 je skupini uspelo napolniti dvorano na Kodeljevem v Ljubljani in s tem razprodati svoj največji koncert dotlej. V istem mesecu je bil posnet nov videospot, tokrat za skladbo Klinik, režirala sta ga brata Hes.
Februarja 2002 je zaradi osebnih razlogov skupino zapustil basist Primož Majerič, ki že od izida albuma Nord ni intenzivno sodeloval. Namesto njega je vstopil Jani Hace, ki je sodeloval pri plošči.

### Silikon delta(2002)
Spomladi leta 2002 se je Siddharta odločila, da bo posnela še ploščo remiksov. Sodelovalo je veliko znanih slovenskih izvajalcev in DJ-ev, med drugim Laibach, DJ Umek, Valentino Kanzyani in drugi. Plošča Silikon delta je izšla junija 2002. Z izidom novega albuma se je na televizijah začel vrteti tudi videospot Platina 9th RMX. Spot je animiran, narediti ga je pomagala skupina Testtube.
Nato je skupina 16. junija 2002 končala koncertno turnejo z nastopom v napolnjenih Križankah, kjer so nastopili v sodelovanju s Simfoničnim orkestrom RTV Slovenija. Nastop je prenašal Val 202, v posnetku pa ga je prikazala tudi televizija.
Konec oktobra 2002 je Siddharta skupaj z družbo Mobitel posnela reklamni spot, ki se je vrtel tudi na MTV Europe. Za reklamo so uporabili priredbo skladbe Vlada Kreslina Od višine se zvrti.
Proti koncu leta 2002 je Siddharta sporazumno prekinila sodelovanje z založbo Multimedia, pri kateri je izdala vse dotedanje plošče. Hitro so našli zamenjavo, založbo KifKif, ki je kmalu napovedala izid novega albuma.

### Rh-(2003-2006)
Po več mesecih snemanja je skupina 13. avgusta 2003 izdala svoj tretji studijski album in prvi pri novi založbi, Rh-. Pri nastajanju albuma so sodelovali Peter Penko, Žare Pak, Dali Strniša in Rok Golob. Izid albuma je Siddharta napovedala s singlom Rave, za katerega so z režiserjem Petrom Pašičem v Beogradu posneli še videospot. Pesem je postala hit na domačih videolestvicah, vrtela pa se je tudi na MTV-ju, v okviru oddaje World Chart Express. Nato so posneli še angleško različico albuma in jo 1. septembra 2003 izdali kot omejeno posebno izdajo na slovenskem trgu. Naklada je bila le tisoč petsto izvodov in bili so v trenutku razprodani. Na plošči sta tudi dve dotlej neobjavljeni skladbi.  Na začetku septembra je izšel drugi videospot z albuma Rh-, Napoj, ki je kombinacija posnetkov in računalniške animacije; spet je sodelovala ekipa Testtube.
Mesec dni po izidu tretjega albuma, 13. septembra, je skupina imela veliki koncert na ljubljanskem centralnem stadionu za Bežigradom. Ob podpori Simfoničnega orkestra RTV Slovenija in šestdesetih plesalcev je odigrala prvi koncert turneje Rh- več kot tridesettisočglavi množici. Dogodek je dobil velikansko medijsko pozornost. Priprave na koncert na stadionu so potekale nekaj mesecev – pripravili so natančne načrte za postavitev odra, koreografijo (Miha Krušič, ki je bil koreograf že pri videospotu Klinik) in aranžmaje za Simfonični orkester (Milko Lazar in Slavko Avsenik mlajši, ki sta pripravila aranžmaje že za koncert v Križankah). Skupina je s tem koncertom začela uspešno turnejo. Igrala je dvakrat ali trikrat tedensko in obiskala celotno Slovenijo, za en dan pa še Avstrijo. Turnejo je končala malo pred novim letom s še enim razprodanim koncertom. Takrat je zasedba posnela videospot za pesem T. H. O. R., ki je napovedoval skorajšnjo televizijsko premiero koncerta na stadionu. Posnetek koncerta na stadionu so med novoletnimi počitnicami predvajali na nacionalni televiziji in radiu. Koncert je bil deležen velikega odziva medijev, saj je bil večkrat označen za dogodek leta 2003.
Februarja 2004 je MTV Europe za vodnik svoje nove glasbene lestvice The Rock Chart izbral pesem z albuma Rh-, Ring. Siddharta se je seveda z veseljem odzvala, s priredbo v angleškem jeziku. Za to pesem je posnela tudi svoj četrti videospot.
Julija 2004 je založba Menart svojim varovancem podelila priznanja za dosežke in priljubljenost med občinstvom. Siddharta je od svojega založnika Žareta Paka (KifKif Records) prejela najvišje priznanje za prodajne uspehe – diamantno ploščo.
13. septembra se je na MTV Europe začel vrteti tudi novi videospot My Dice, angleška različica videospota Ring, najnovejša stvaritev produkcijske hiše Testtube. Siddharta je postala tudi MTV-jev izvajalec tedna. Teden dni kasneje se je pesem My Dice začela vrteti še po evropskih MTV-jih, Vivah in Vh-1 ter radijskih postajah.
Leta 2004 se je število oboževalcev skupine še povečalo in zasedba je njihovim prošnjam po živih izvedbah nekaterih starejših pesmi in iz lastne želje po nastopih pred domačim občinstvom ugodila z novembrsko-decembrsko mini turnejo po Sloveniji. Tako so se poslovili od svojih poslušalcev, preden so se umaknili in posvetili promociji na tujem.
Leta 2005 je Siddharta praznovala desetletnico svojega obstoja in ob tem prejela mnoge čestitke. Takrat je vzpostavila svojo uradno spletno trgovino, kjer lahko oboževalci kupijo njene albume, posterje in različne dodatke, na primer obesek za ključe ali svetilko z logotipom skupine.
Pomlad 2005 je prinesla mednarodne izdaje Rh- v Nemčiji, Avstriji, Švici, na Poljskem in Hrvaškem, pri nas pa je isti album izšel kot posebna izdaja z dodatnim DVD-jem, na katerem so objavljeni videospoti, živi posnetki, intervjuji in podobno. Kmalu zatem se je Siddharta odpravila na prvo resno štirinajstdnevno turnejo po Nemčiji. Vzdušje v skupini je bilo odlično in turneja je bila uspešna. Čez nekaj časa so se odločili za snemanje nove studijske plošče.

### Petrolea(2006)
Siddhartin četrti studijski album Petrolea je izšel 4. junija 2006. Nato je zasedba odšla na Jesenice, kjer so v enem od obratov podjetja Acroni končali dvodnevno snemanje videospota za prvi singel z nove plošče, Plastika. Snemanje je spet prevzela ekipa Testtube. Televizijski spot, ki je pospremil izid albuma, je postal zelo uspešen, saj se je julija 2006 uvrstil na osrednjo lestvico MTV Adrie, Adria Top 20. Poleg tega se je pesem uvrstila še na lestvico, ki jo pripravlja MTV Europe, World Chart Express, kjer je na 9. mestu zastopala Slovenijo. Na omenjeno lestvico so se v preteklosti s svojimi videospoti uvrstile tudi pesmi Rave, My Dice in T. H. O. R..
Dva meseca po izidu Petrolee se je Siddharta odločila za novo turnejo, ki se je začela na zadnji avgustovski dan na ljubljanskem gradu. Vstopnice niso bile v redni prodaji, ampak jih je skupina razdelila med obiskovalce svojega spletnega foruma S. A. M. O. in se jim tako zahvalila za njihovo dotedanjo podporo.
Kmalu zatem je izšel nov videospot, tokrat v produkciji ekipe AVK – za pesem Domine. Posneli so ga v slabem mesecu dni, večino na vrhu parkirne hiše Šentpeter pri Kliničnem centru v Ljubljani.
Že na podelitvi Viktorjev je Siddharta pokazala, s čim se je ukvarjala zadnjih nekaj tednov. Sodelovali so s skupino Dan D in svoji dve pesmi združili v eno samo. Dan D je prispeval pesem Voda, Siddharta pa Male roke. Vseh enajst članov iz obeh skupin se je zbralo v studiu RSL v Novem mestu, kjer so skladbi prearanžirali in posneli novo skladbo v skupni izvedbi. Po sodelovanju se je skupina odločila še za samostojni projekt, posneli so tretji videospot z zadnje plošče, Male roke, in hkrati prvo balado. Videospot so posneli na ljubljanskem gradu, v njem pa nastopa tudi nekaj bolj znanih obrazov. Hkrati z najnovejšim videospotom je izšel tudi singel za Male roke.
Po več kot osmih letih se je zasedba spet odločila za akustični nastop. V radijski oddaji Izštekani, ki jo je vodil Jure Longyka, je v devetdesetih minutah posamezne skladbe z vseh štirih albumov odigrala akustično. Pesmim je sledil tudi pogovor, obujanje spominov z gosti. Siddharta je 5. oktobra 2007 izpeljala nov podvig. Odločili so se za Maraton: V ljubljanski Hali Tivoli so v enem večeru v približno petih urah, skupaj z gosti, zaigrali vse pesmi, ki so jih posneli do takrat. S tem dogodkom so doživeli podoben uspeh kot s koncertom na stadionu izpred nekaj let.
Leto 2007 je bilo za Siddharto zelo uspešno. Dobili so nagrado Viktor, odpravili so se na klubsko turnejo, zaigrali na nekaterih poletnih festivalih, bili znova nominirani za Best Adriatic Act na MTV EMA in koncertno sezono končali z nastopoma najprej v Izštekanih na Valu 202, potem pa še v Hali Tivoli z Maratonom. Zato se je skupina odločila, da bo izdala dva koncertna albuma – album Izštekani z glasbo iz oddaje in Maraton s pesmimi s koncerta v Hali Tivoli. Na dan izida plošč je skupina v BTC-ju naredila še razstavo koncertnih fotografij, ki jih je v obdobju 2006/07 posnel Aleksander Remec.
Skupina uspešno deluje še naprej in se bo kmalu začela pripravljati na izid novega studijskega albuma.

### Leto 2008
Leto 2008 je bilo bolj tiho, skupina se ni preveč kazala v javnosti. V tem letu jo je zapustil saksofonist in klaviaturist Cene Resnik. Izšel je singel z naslovom »Vojna idej« v nakladi 1000 izvodov, ki jih je bilo mogoče kupiti le preko Siddhartine spletne trgovine. 20. aprila je izšel nov singel z naslovom »Napalm 3«, ki je bil v prodaji tudi v trgovinah z glasbo po Sloveniji. Tik pred izidom je že naslednji singel z naslovom »Baroko«. Ta je po pomoti predčasno zašel na internet, zato je skupina na singel vključila ameriško verzijo »Baroka«, slovenska pa je na voljo brezplačno preko spletne strani skupine. Kmalu zatem pa je izšel še četrti »košček« z naslovom »Angel diabolo«, ki napoveduje album Saga.

### Saga(2009)
21. novembra 2009 je izšel album Saga. Predstavljen je bil širši javnosti na dveh velikih koncertih v Mariboru in Kranju. Leta 2010 so sledili večji koncerti po večini mest in ponovna klubska turneja po Nemčiji.

### VI(2011)
V začetku februarja je skupina najavila, da pripravlja material za novo ploščo, ki jo je produciral Ross Robinson. Ker je bil v Ljubljani zgrajen nov stadion in so člani Siddharte l. 2003 na bežigrajskem stadionu dali obljubo, so ponovili koncert tokrat na stadionu Stožice. Želeli so nekaj narediti iz koncerta in so tako posneli album v živo na odru. Na plošči VI je 12 pesmi, večina teh je bila izdana že prej kot demo posnetki, ki so nastali v Los Angelesu, kjer se je Siddharta pripravljala na nov album. Album se je začel prodajati 23. novembra, uradna predstavitev pa je bila 1. decembra v Cvetličarni.

### InfrainUltra(2015)
Skupina je 2. februarja 2015 na svoji Facebook strani naznanila, da bo v kratkem posnela kar dva nova albuma, ki bosta izšla leta 2015. 17. aprila 2015 so na koncertu v Orto Baru v Ljubljani predstavili dve novi pesmi, »Dios« in »Ledena« ter napovedali izid novega albuma konec maja oz. začetek junija. 25. maja so na Facebook strani naznanili, da bo naslov albuma Infra,. Izšel je 12. junija. Decembra istega leta je tako izšel še album Ultra, ki ga je skupina začela snemati septembra. Vsak od albumov vsebuje 10 pesmi.

## Člani

### Trenutni člani
- Tomi Meglič – glavni vokal, kitara
- Primož Benko – kitara, vokal
- Jani Hace – bas kitara (od 2003)
- Boštjan Meglič – bobni

### Nekdanji člani
- Primož Majerič – bas kitara (do 2002)
- Cene Resnik – saksofon, ewi, klaviature (do 2008)
- Tomaž Okroglič Rous – klaviature, programiranje (do 2023)[3]

## Diskografija
Vsi albumi z novim materialom so označeni krepko.
- Id (1999)
- Lunanai (EP) (2000)
- Nord (2001)
- Silikon delta (2002)
- Rh- (2003)
- Rh- Bloodbag Limited Edition (2003)
- My Dice (EP) (2005)
- Rave (EP) (2005)
- Rh- Special Edition (2005)
- Rh- (English) (2005)
- Petrolea (2006)
- Male roke (EP) (2007)
- Maraton (2007)
- Izštekani (2007)
- Vojna idej (EP) (2008)
- Napalm 3 (EP) (2009)
- Baroko (EP) (2009)
- Angel diabolo (EP) (2009)
- Saga (2009)
- VI (2011)
- Stadion Stožice (2012)
- Songs (2012)
- Siddharta in Simfonični orkester RTV Slovenija (2013)
- Infra (2015)
- Ultra (2015)
- Nomadi (2018)
- ID20 (2020)
- X (2024)

## Videospoti
Siddharta je posnela 22 videospotov, večina jih ima tudi angleške različice.
- Pot v X (ID, 1999)
- Lunanai (ID, 2000)
- B Mashina (Nord, 2001)
- Samo Edini (Nord, 2001)
- Klinik (Nord, 2002)
- Platina 9th RMX (Silikon delta, 2002)
- Rave (Rh-, 2003)
- Napoj (Rh-, 2003)
- T.H.O.R. (Rh-, 2003)
- Ring (Rh-, 2004)
- Plastika (Petrolea, 2006)
- Domine (Petrolea, 2006)
- Male Roke (Petrolea, 2007)
- Autumn Sun (Silikon delta, 2008)
- Vojna Idej (Vojna Idej EP, 2009)
- Naparoko (Baroko EP, 2009)
- Postavi Se Na Mojo Stran (VI, 2011)
- Hollywood (VI, 2012)
- Ledena (Infra, 2015)
- Nastalo bo (Ultra, 2015)
- Strele v maju (Ultra, 2015)
- Medrevesa (2018)
- A.M.L.P. (2018)
- Jaz (2019)
- Prepovedana (X, 2024)
- 1Minuta (X, 2024)
- Satelita (X, 2024)
- Mir (X, 2024)

## Nagrade in nominacije
Siddharta je prejela številne nagrade in nominacije tako pri nas kot tudi v tujini:

### 2000
- Bumerang – Prodor leta
- Zlati petelin – Debitant leta, Rock album (ID), Album leta (ID)

### 2001
- Zlati petelin – Skupina leta

### 2002
- Viktor – Izvajalec leta
- Bumerang – Band leta

### 2003
- Viktor – Video leta (Platina 9th RMX)
- Zlati boben – Srebrna paličica (ovitek albuma Rh-)

### 2004
- Viktor – Izvajalec leta
- Viktor – Posebni dosežki (koncert na Bežigrajskem stadionu)
- SRF (Slovenski radijski festival) – Najboljša skladba (Napoj)
- 13. Slovenski oglaševalski festival – ovitek posebne izdaje albuma Rh-; avtor Saša Dornik
- Mednarodni festival mladih kreativcev Magdalena – Zlati modrc (ovitek posebne izdaje albuma Rh-)
- Oblikovalsko-oglaševalski festival na Cresti – uvrstitev v finalni izbor (ovitek albuma Rh-)

### 2005
- Viktor – Izvajalec leta
- MTV EMA – Best Adriatic Act 2005

### 2006
- Viktor – Viktor popularnosti
- MTV EMA – Best Adriatic Act 2006 (nominacija)

### 2007
- Viktor – Izvajalec leta
- Viktor – Album leta (Petrolea)
- MTV EMA – Best Adriatic Act 2007 (nominacija)